# Brasilettia africana
Brasilettia africana là một loài thực vật có hoa trong họ Đậu. Loài này được (Sond.) Kuntze miêu tả khoa học đầu tiên năm 1891.